# Estadio Rungrado Primero de Mayo
El Estadio Rungrado Primero de Mayo (en chosŏn'gŭl, 릉라도 5월1일 경기장; en hancha, 綾羅島 5月1日競技場; romanización revisada, Reungnado O-wol Ir-il Gyeonggijang; McCune-Reischauer, Rŭngnado O-wŏl Ir-il Kyŏnggichang) es el estadio de fútbol más grande del mundo. Se encuentra ubicado en la ciudad de Pionyang, la capital de Corea del Norte, y cuenta con una capacidad de 114 000 espectadores. Tiene múltiples usos, pues cuenta con pista de atletismo y campo de fútbol. En este estadio juega la selección de Corea del Norte. Hasta 2020 fue el estadio más grande del mundo, cuando fue inaugurado el Estadio Narendra Modi (de críquet) en la India.

## Historia
Tras la adjudicación de los Juegos Olímpicos de Verano de 1988 a Seúl, Corea del Norte intensificó sus esfuerzos por presentarse como el legítimo Estado coreano. Como parte de estos esfuerzos, presentó con éxito una oferta para organizar el XIII Festival Mundial de la Juventud y los Estudiantes en Pyongyang en 1989. Se iniciaron grandes proyectos de construcción para preparar el festival, uno de los cuales fue el Estadio Rungrado 1 de Mayo. En el momento de su finalización, era el estadio más grande jamás construido en Asia.
Aunque el estadio se utiliza para eventos deportivos, con más frecuencia es escenario de actuaciones y espectáculos multitudinarios en celebración del Presidente Kim Il Sung y de la nación norcoreana. En junio-julio de 2002, acogió el gigantesco espectáculo gimnástico y artístico del Festival Arirang. En él participaron más de 100.000 personas, el doble de espectadores, y estuvo abierto a los extranjeros. En la actualidad, estos espectáculos se celebran todos los años en Pyongyang, normalmente en agosto y septiembre. El evento fue reconocido por el Libro Guinness de los Récords en 2007 como la mayor exhibición de gimnasia de la historia, con 100.090 participantes.
Los días 28 y 29 de abril de 1995 se celebró en el estadio de Rungrado el mayor evento de pago por visión de lucha libre profesional de la historia, Collision in Korea. La asistencia fue de 150.000 y 190.000 espectadores, respectivamente, según las autoridades locales.

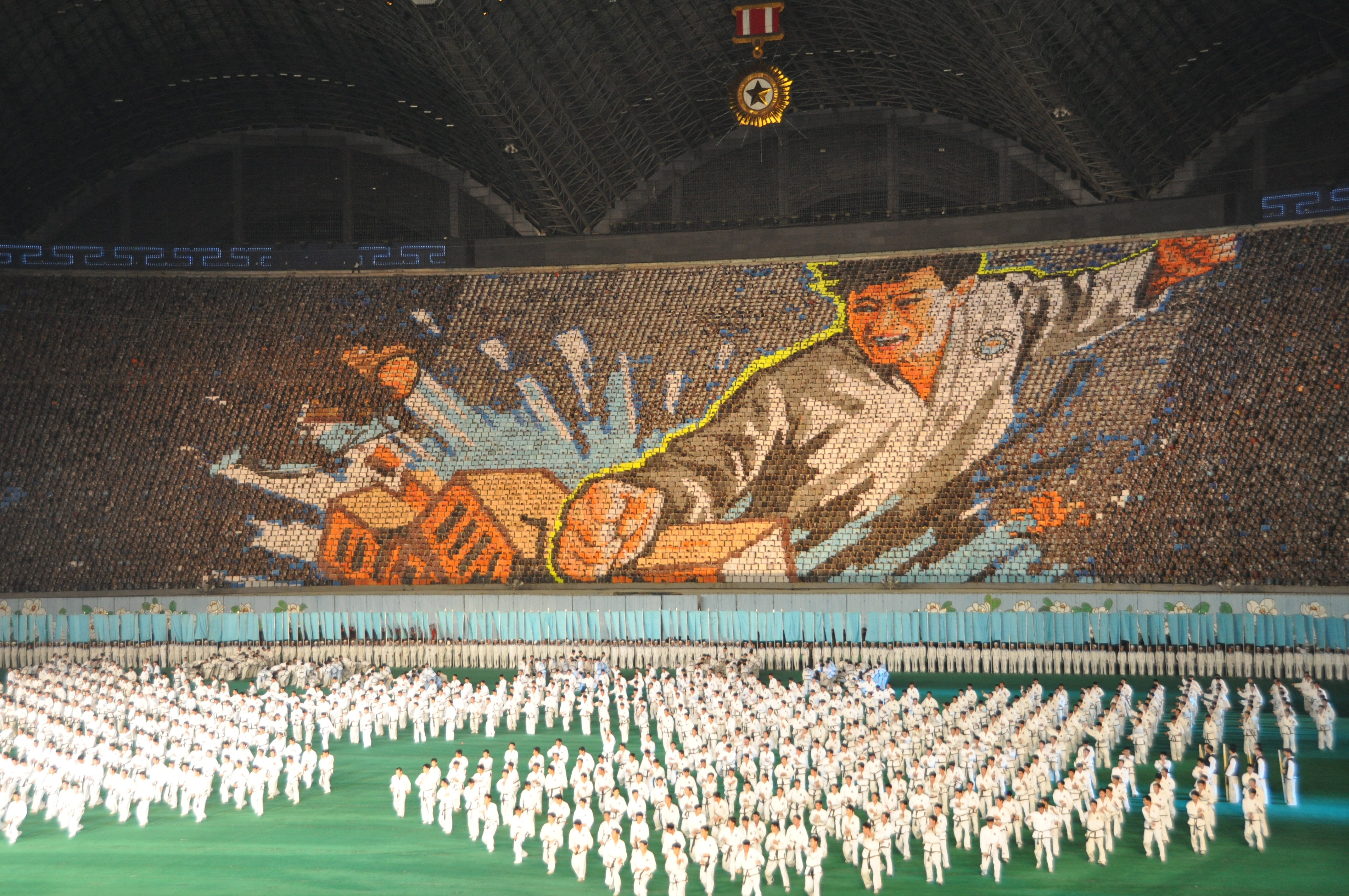
Juegos de masas Arirang en 2013

Tras un proyecto de renovación de dos años, el estadio reabrió sus puertas en 2015. En julio de 2017, el Estadio Rungrado acogió seis partidos de la fase de grupos como parte de la clasificación para el Campeonato Sub-23 de la AFC 2018.
En la cumbre intercoreana de septiembre de 2018 en Pyongyang, el presidente de Corea del Sur, Moon Jae-in, pronunció un discurso junto al presidente Kim Jong Un ante 150.000 espectadores norcoreanos. El discurso tiene temas de unificación, paz y cooperación.
En julio de 2019, Kim Jong Un recibió al secretario general del Partido Comunista Chino, Xi Jinping, para una actuación especial de Gimnasia y Artística de Grandes Masas llamada «Socialismo Invencible», con motivo del 70 aniversario de las relaciones entre China y Corea del Norte.
El 31 de diciembre de 2022, se celebró en el recinto del estadio un concierto conmemorativo de la Nochevieja, presidido por Kim Jong Un y junto a otros altos cargos del Partido de los Trabajadores de Corea. Desde entonces, Rungrado ha sido el principal escenario de las celebraciones de Nochevieja.

## Equipamiento
El nombre del estadio procede de una combinación de nombres del islote Rungra en el río Taedong, en el que está situado, y el Día Internacional de los Trabajadores o Primero de Mayo.
Este estadio tiene la segunda mayor capacidad de público del planeta y un espacio total de 207 000 m², con asientos para 114 000 personas. El estadio tiene 8 pisos y 60 metros por encima las azoteas del estadio. Cuenta con un pabellón anexo de 60 metros de largo, suficiente para cubrir la sección de los soportes. 
Las 16 azoteas en arco se entrelazan simulando los pétalos de una flor que flotaría sobre el río Taedong, o como un paracaídas que acabara de aterrizar, dando la impresión de una escultura dinámica. 
Tiene 80 salidas y diez levantamientos. Fue construido en dos años y medio en la isla Rungra en el río Taedong, e inaugurado el 1 de mayo de 1989. Estas características proporcionan una condición ideal para juegos internacionales. El campo de fútbol está cubierto de césped natural y la pista de atletismo y el resto de espacios deportivos de goma. El estadio tiene varios pasillos de entrenamiento, una piscina interior, saunas y camas entre otras instalaciones para el entrenamiento y la conveniencia de los jugadores. 
El estadio se utiliza en las celebraciones del Festival Arirang anual, en ceremonias de apertura de eventos y en exhibiciones del Partido del Trabajo de Corea.

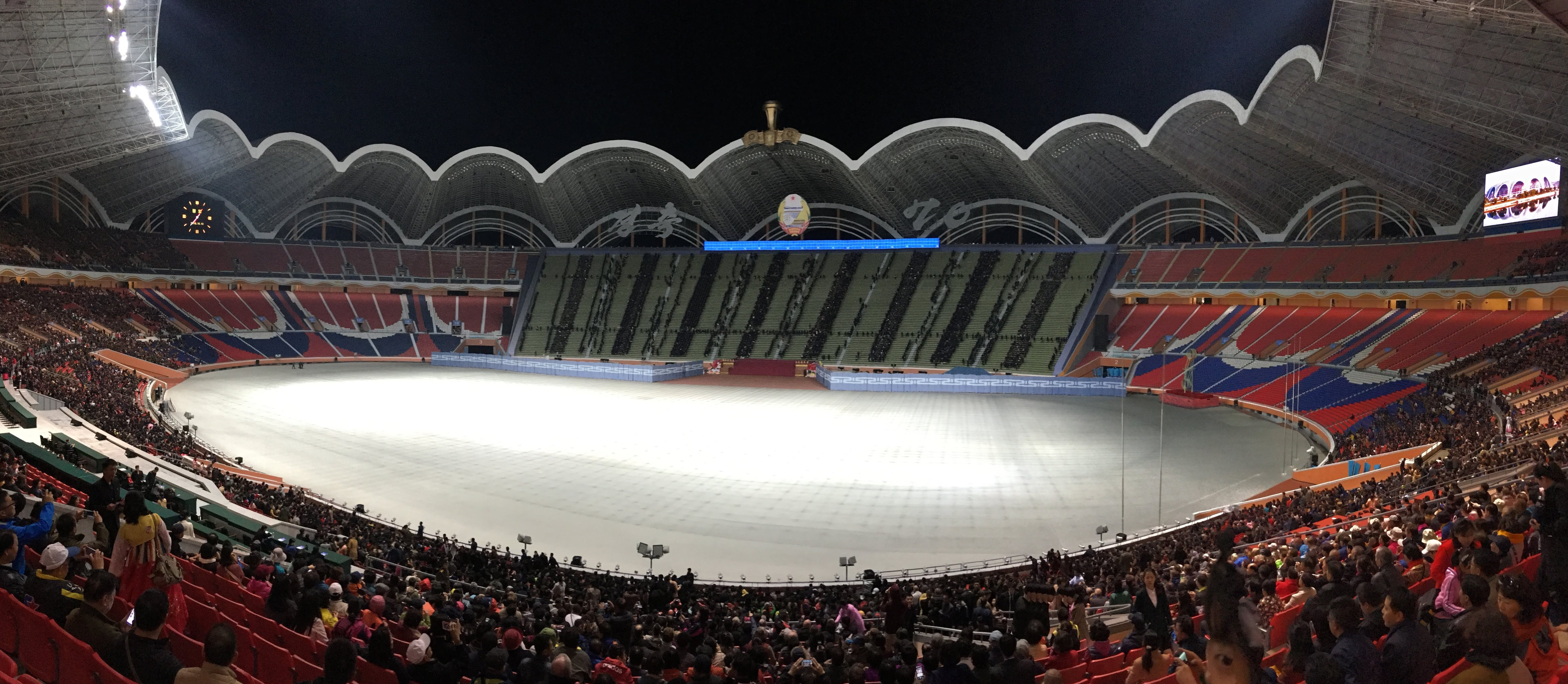
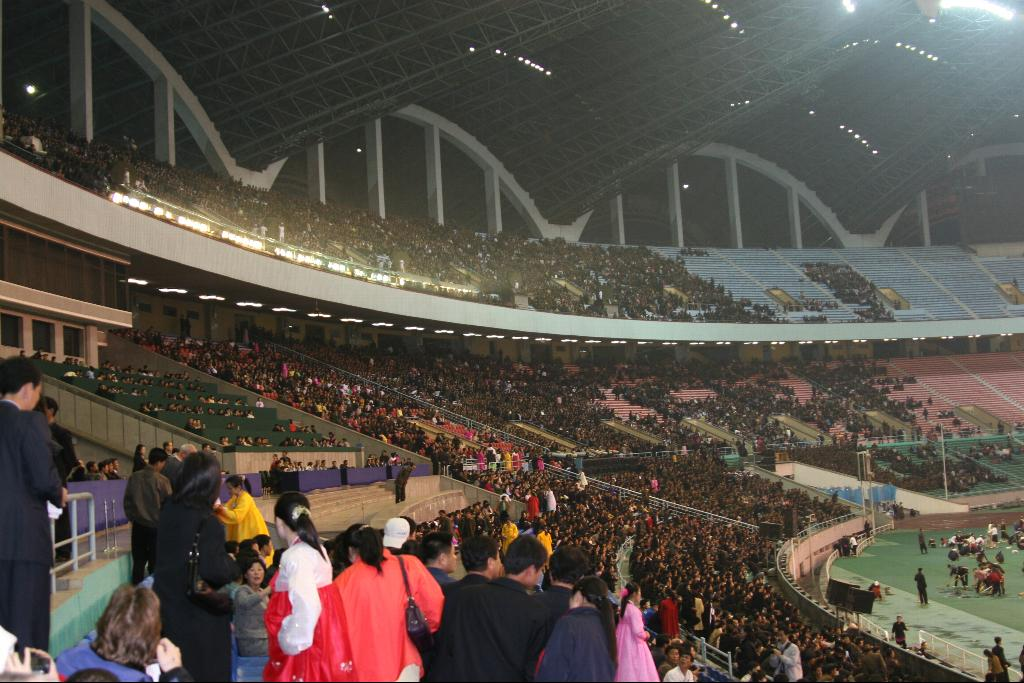
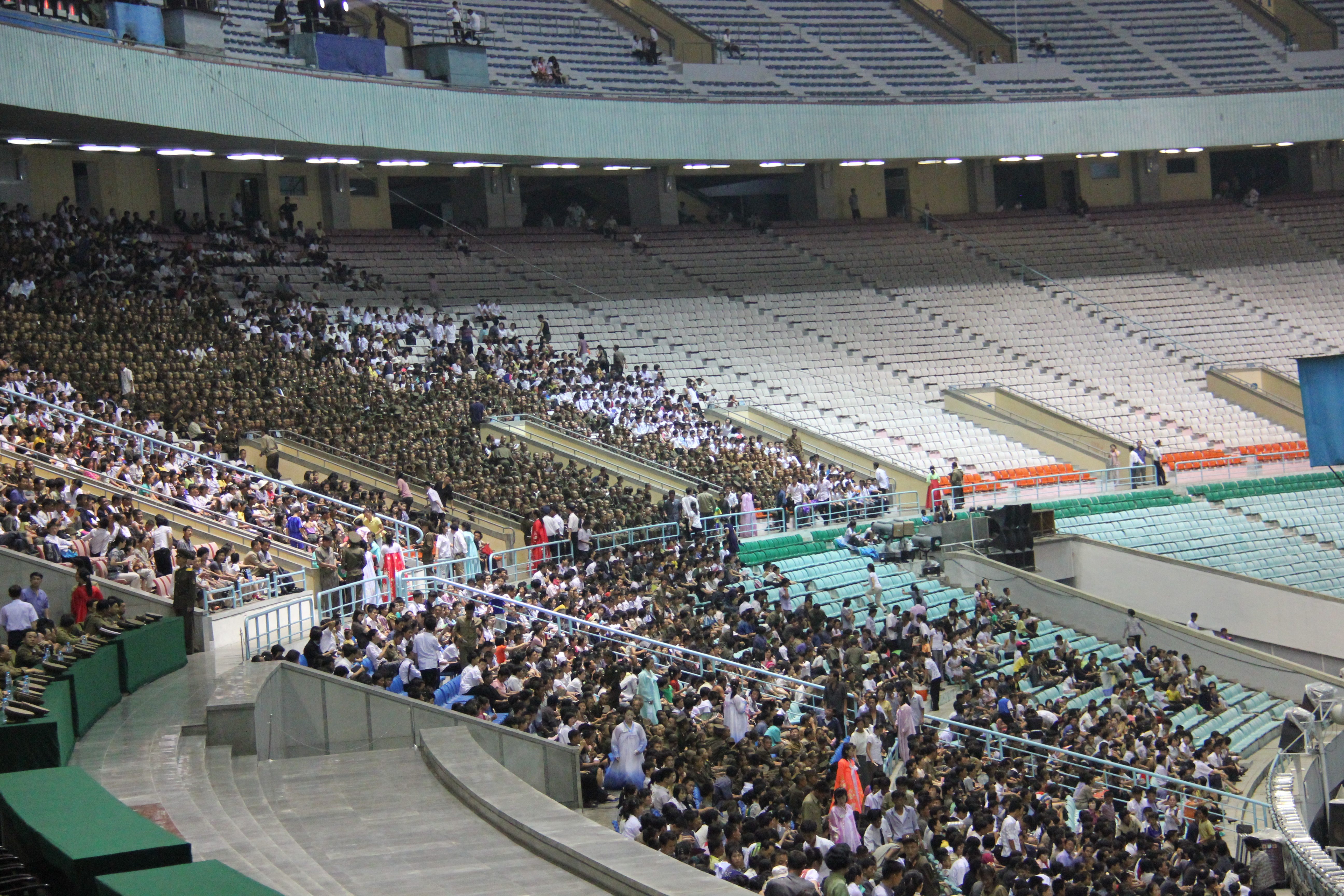